# 贵州熏酒
贵州熏酒是贵州玉屏出产的一种兼香型白酒。贵州熏酒源于1952年成立的的国营贵州玉屏县酒厂，但以前一直只生产小曲酒，直至1970年代末才为改变产品单一状况，研制了大曲浓香型白酒；酒厂以从前生产大曲和小曲酒的经验另辟新径，于2015年开发此了以红高粱、玉米、大米、小麦皮、葛根等为原料，同时采用大曲与侗族小曲、陶缸直火熏醅等生产工艺酿造出的兼香型白酒，取代了以前所有产品；因新酒香型特殊，又被进一步分为熏香型，新酒也随之命名为贵州熏酒。